# Clement Attlee
Clement Richard Attlee (Londres, Regne Unit, 3 de gener de 1883 – 8 d'octubre de 1967) fou un polític britànic, membre del Partit Laborista i primer ministre del Regne Unit entre 1945 i 1951. Fou distingit amb els títols de primer comte Attlee, primer vescomte Prestwood, cavaller de l'Orde de la Lligacama, l'Orde del Mèrit i l'Orde dels Companys d'Honor formà part del Consell Privat del Regne Unit i soci de la Royal Society.
Fou el líder del Partit Laborista de 1935 a 1955. El 1940, Attlee va entrar al govern de coalició de guerra i sota el lideratge de Winston Churchill, convertint-se, el 1942, en la primera persona que ocupava el càrrec de viceprimer ministre del Regne Unit. Va dirigir el Partit Laborista a una victòria inesperada en les eleccions generals de 1945; formant el primer govern laborista amb majoria absoluta de la història i amb un mandat per implementar les reformes de postguerra. El marge de vots del 12 per cent respecte als conservadors segueix sent el més gran aconseguit per qualsevol partit en una elecció general de la història electoral britànica. El seu govern va aplicar una política keynesiana basada en l'esforç per assolir la plena ocupació i establir un sistema universal de serveis socials. En aquest context, el govern nacionalitzà grans empreses industrials, serveis públics i establí el Servei Nacional de Salut. Aquest programa va ser àmpliament acceptat (consens de postguerra) fins que Margaret Thatcher fou nomenada primera ministra britànica. Durant el mandat d'Attlee, una part de l'Imperi Britànic va assolir la independència: l'Índia, el Pakistan, Birmània, Sri Lanka, Jordània i Israel.
Va ser reelegit amb una majoria estreta en les eleccions generals de 1950. L'any següent, Attlee va convocar eleccions generals, esperant augmentar la seva majoria parlamentària. No obstant això, va ser derrotat pels conservadors sota la direcció de Winston Churchill, tot i guanyar en nombre de vots.
En públic, Attlee es mostrava modest i sense pretensions, ineficaç en les relacions públiques i amb una certa manca de carisma. Els seus punts forts es trobaven darrere dels escenaris, especialment en els comitès on la seva profunditat de coneixement, comportament tranquil, objectivitat i pragmatisme van resultar sovint decisius. Es veia a si mateix com a portaveu de tot el partit i va mantenir amb èxit la pau entre les seves múltiples faccions. Attlee és constantment classificat per acadèmics, crítics i el públic com un dels més importants primers ministres britànics, gràcies al fet d'haver liderat el govern que va establir el modern estat del benestar al Regne Unit i que reconstruí el país després de la Segona Guerra Mundial.

## Inicis

### Primera Guerra Mundial

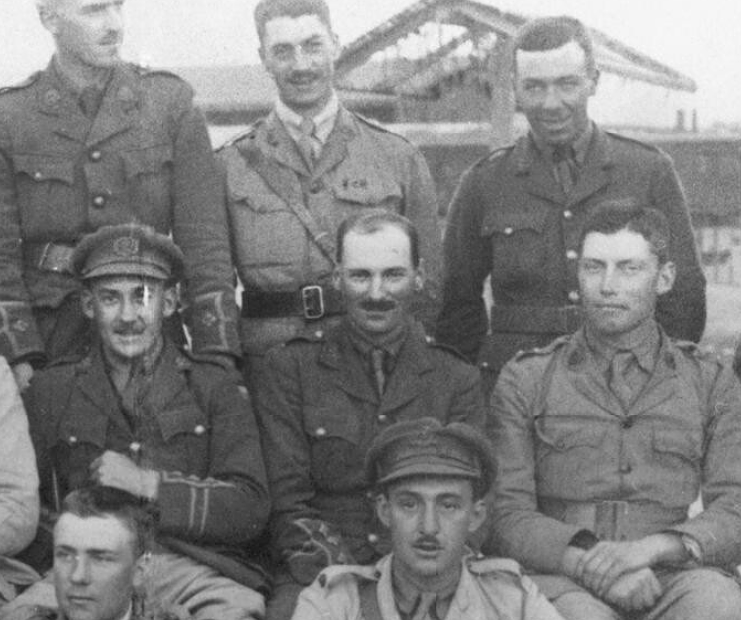
Attlee (al centre) el 1916 amb 33 anys, servint a Mesopotàmia

El 1914 refusà les prerrogatives que, com a universitari, la llei li atorgava i va sol·licitar l'adhesió a l'exèrcit britànic. Inicialment, la seva sol·licitud va ser rebutjada, ja que als 31 anys se'l considerava massa vell; no obstant això, finalment se li va permetre d'unir-s'shi al setembre, amb el rang de capità en el 6è Batalló, Regiment de South Lancashire, part de la 38a Brigada de la 13a Divisió Occidental, i va ser enviat a combatre a la Batalla de Gal·lípoli, a l'Imperi Otomà. La seva decisió de lluitar va causar una disputa entre ell i el seu germà gran Tom, que, com a objector de consciència, va passar gran part de la guerra a la presó. Tot i caure malalt i patir de primera mà la desfeta britànica de la campanya, sempre cregué que el front de Gal·lípoli era una estratègia encertada que s'hauria d'haver realitzat degudament. Des d'aleshores admirà la capacitat militar de l'home que la va concebre, el Primer Lord de l'Almirallat Winston Churchill, fet que serà fructífer per als anys de la Segona Guerra Mundial.
Posteriorment va servir en la Campanya de Mesopotàmia (l'actual Iraq), on l'abril de 1916 va resultar greument ferit a la cama a causa de la metralla quan atacava una trinxera enemiga durant la batalla de Hanna. Va ser enviat primer a l'Índia i després al Regne Unit per tal de recuperar-se. Al febrer de 1917, va ser promogut al rang de major, fet que el va dur a ser conegut com a "Major Attlee" durant el període d'entreguerres. Passaria la major part de l'any entrenant soldats en diversos llocs d'Anglaterra. Del 2 al 9 de juliol de 1917, era el comandant temporal (CO) del recentment format Batalló L (després del 10è lloc), el cos de tancs de Bovington Camp, Dorset. A partir del 9 de juliol, va assumir el comandament de la 30a Companyia del mateix batalló però no es va desplegar a França fins al desembre de 1917.

### Política local
El 1919 inicià l'activitat com a professor de la London School of Economics, en els molls de l'East End.
Attlee va tornar a la política local en el període immediat de la postguerra, convertint-se en alcalde del Districte Metropolità de Stepney, un dels barris més paupèrrims de Londres, el 1919. Durant el seu temps com a alcalde, el consell va emprendre accions per a tractar la qüestió dels llogaters que cobraven lloguers alts però que es negaven a gastar diners en mantenir les seves propietats en condicions habitables. El consistori va fer complir als propietaris les ordenances per reparar la seva propietat. També va nomenar inspectors sanitaris, reduint la taxa de mortalitat infantil i va prendre mesures perquè els aturats trobessin feina.
El 1920, mentre exercia d'alcalde, va escriure el seu primer llibre, The Social Worker ("El Treballador Social"), on va exposar molts dels principis que conformaven la seva filosofia política i que en els quals s'havien de basar les accions del seu govern en anys posteriors. El llibre va atacar la idea que tenir cura dels pobres s'havia de deixar a la caritat.

## Situat políticament
En les eleccions generals de 1922, Attlee es va convertir en diputat del Parlament per la circumscripció de Limehouse a Stepney. En aquells moments admirava James Ramsay MacDonald i el va ajudar a ser elegit com a líder del Partit Laborista en les eleccions internes de 1922. Va servir com a secretari privat parlamentari de MacDonald per al breu parlament de 1922. El seu debut en una oficina ministerial es va produir el 1924, quan va exercir com a Sots secretari d'Estat per a la Guerra en el primer govern laborista de curta durada, liderat per MacDonald, per llurs ja notables dots d'organitzador.
Fou un dels membres de la Comissió Simon, la qual havia d'estudiar la possibilitat d'atorgar autogovern a l'Índia, i romangué en el gabinet "d'Unió Nacional", que havia de fer front a la crisi econòmica de 1929, es retirà a la vida de partit i parlamentària, convertint-se en el virtual líder de l'oposició.

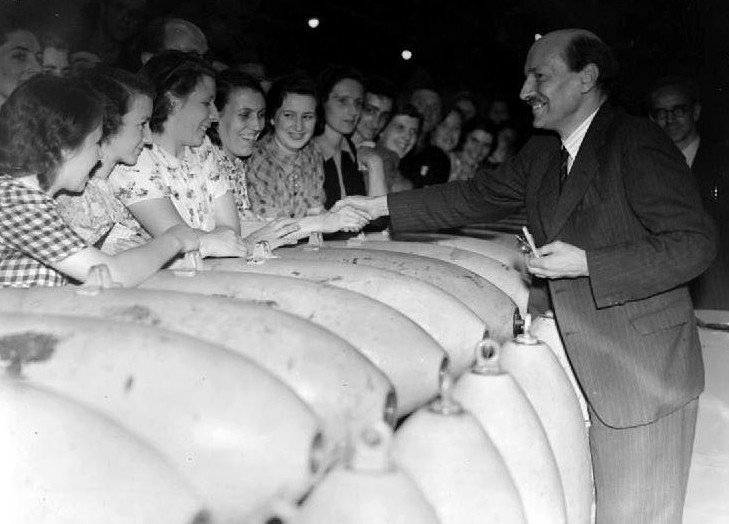
Attlee com a Lord del Segell Privat, visitant una fàbrica de municions el 1941

El 1935 arribà a ser el cap del Partit Laborista, càrrec que ostentaria durant els següents vint anys. En els anys anteriors a la Segona Guerra Mundial, s'oposà a l'esperit apaivagador del Primer Ministre Neville Chamberlain enfront del creixement feixisme continental; defensà la causa de la República durant la Guerra Civil Espanyola, essent un ferm crític de la política de no intervenció que promovia el govern britànic. Va viatjar a Espanya a finals de 1937, visitant el Batalló Britànic de les Brigades Internacionals. Una de les companyies del batalló fou batejada "Major Clement Attlee" en el seu honor.
Ocupava encara el càrrec de líder de l'oposició quan va esclatar la guerra contra l'Alemanya nazi. El desastre que suposà la campanya de Noruega portà a una moció de censura contra Chamberlain el qual, tot i guanyar-la, va quedar políticament qüestionat, i tot indicava que un govern de coalició amb el Partit Laborista era inevitable. Chamberlain resignà del càrrec i, en formar-se el gabinet d'Unió nacional presidit pel nou Primer Ministre, Winston Churchill, Attlee entrà al govern, primer com a Lord del Segell Privat i després, l'any 1942, com a Vice-Primer ministre, càrrec creat expressament. Així mateix, entrà a formar part del Gabinet de Guerra presidit pel Primer Ministre i que incloïa, a banda d'Attlee i de Churchill, dos conservadors i un laborista.
Attlee va mantenir un perfil generalment baix però clau en el govern de guerra, treballant rere els escenaris i en comitès per assegurar el bon funcionament del govern. En el govern de coalició, tres comitès interconnectats van dirigir el país amb eficàcia. Churchill va presidir els dos primers, el Gabinet de Guerra i el Comitè de Defensa, i Attlee el substituïa en aquests i responia al Parlament en nom del govern durant les absències de Churchill. El mateix Attlee va instituir, i posteriorment va presidir, el tercer òrgan, el Comitè del Lord President, que era el responsable de supervisar els afers interns. Com Churchill estava més centrat en supervisar l'esforç de guerra, aquest acord va resultar adequat pels dos homes. Attlee mateix fou en gran manera el responsable de crear aquests òrgans amb el suport de Churchill, per tal d'agilitzar la maquinària del govern i poder abolir moltes comissions. També va actuar com a conciliador al govern, suavitzant les tensions que sovint van anar sorgint entre els ministres laboristes i conservadors.

## Primer Ministre

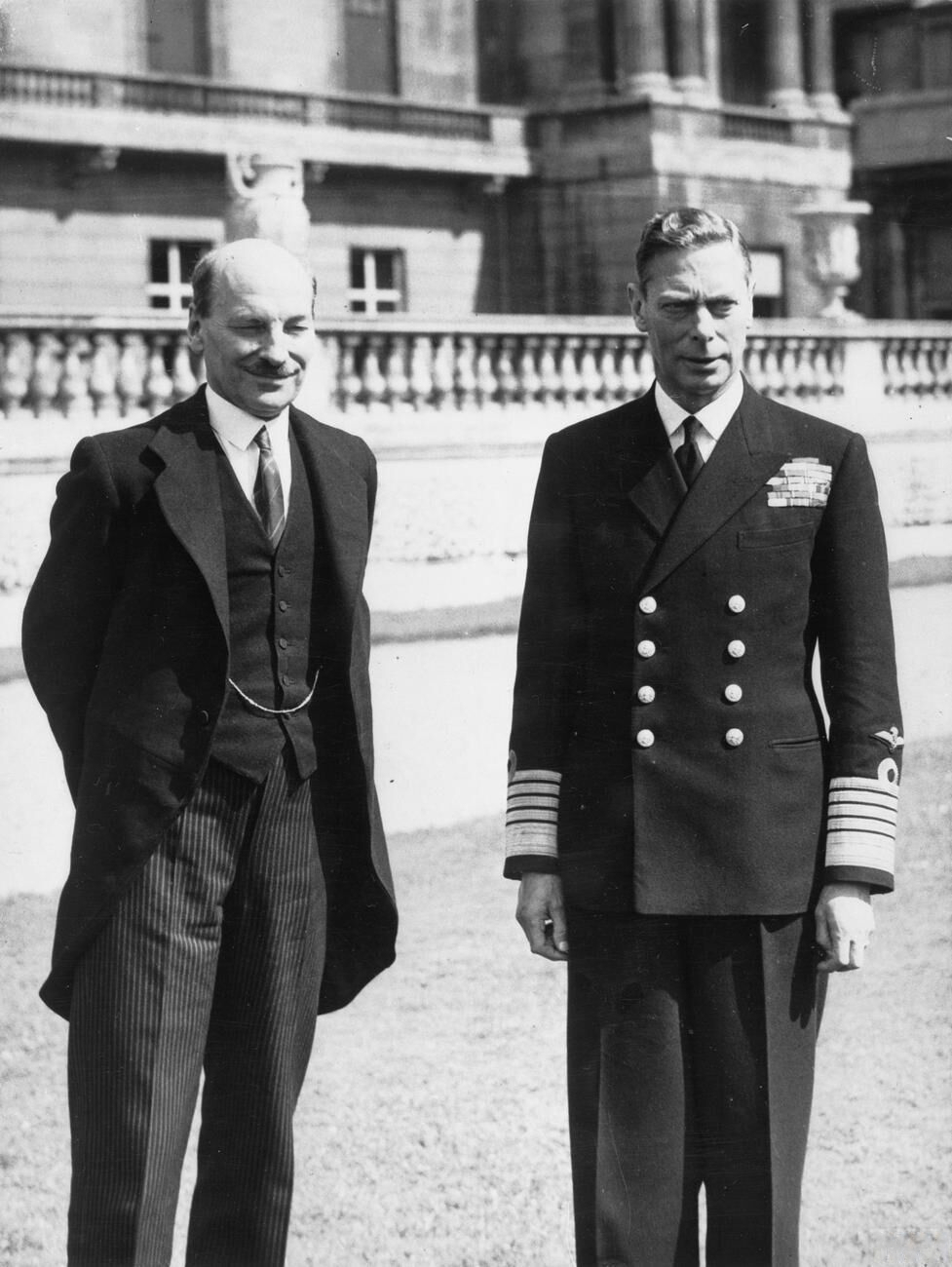
Attlee amb Jordi VI, reunits després del triomf laborista a les eleccions de 1945

El gabinet d'Unió Nacional va durar fins a la derrota de l'Alemanya Nazi el 8 de maig de 1945. Tot i les intencions de Churchill i Attlee de fer-lo durar fins a la derrota del Japó, el dirigent laborista Herbert Morrisson va deixar clar que això no seria possible, convocant-se eleccions.
Els laboristes van fer una campanya amb el tema "Enfrontem el futur", posicionant-se com el partit millor capacitat per reconstruir la Gran Bretanya de postguerra emprant un to de campanya positiu, mentre que la campanya del Partit Conservador es va centrar gairebé completament en la figura de Churchill. Malgrat que les enquestes d'opinió indicaven una notable remuntada laborista, les enquestes d'opinió encara eren considerades una novetat que no havien pogut demostrar la seva validesa, i la majoria de comentaristes preveien que el prestigi i la condició d'heroi de guerra d'en Churchill asseguressin una còmoda victòria conservadora. El dia anterior a la votació, The Manchester Guardian va comentar que "les possibilitats que els laboristes arrasin i obtinguin una majoria clara […] són força remotes".
Com a resultat de les eleccions del 5 de juliol de 1945, que donaren un triomf força inesperat al Partit Laborista amb un 47,7% dels vots versus el 36% dels conservadors, Attlee substituí en Churchill al capdavant del Govern, en uns moments que, tot i la victòria dels Aliats a Europa, es presentaven com a realment difícils per l'economia i la societat del país.
Com a primer ministre, Attlee va nomenar Hugh Dalton Ministre d'Hisenda, Ernest Bevin Secretari d'Afers Exteriors, i Herbert Morrison Viceprimer Ministre, amb responsabilitat sobre el procés de nacionalitzacions. Així mateix, Stafford Cripps va ser nomenat President de la Junta de Comerç, Aneurin Bevan Ministre de Salut, i Ellen Wilkinson, l'única dona del gabinet d'Attlee, va ser nomenada Ministra d'Educació. El govern d'Attlee va demostrar ser un govern radical i alhora reformista. De 1945 a 1948, es van aprovar més de 200 Actes del Parlament.

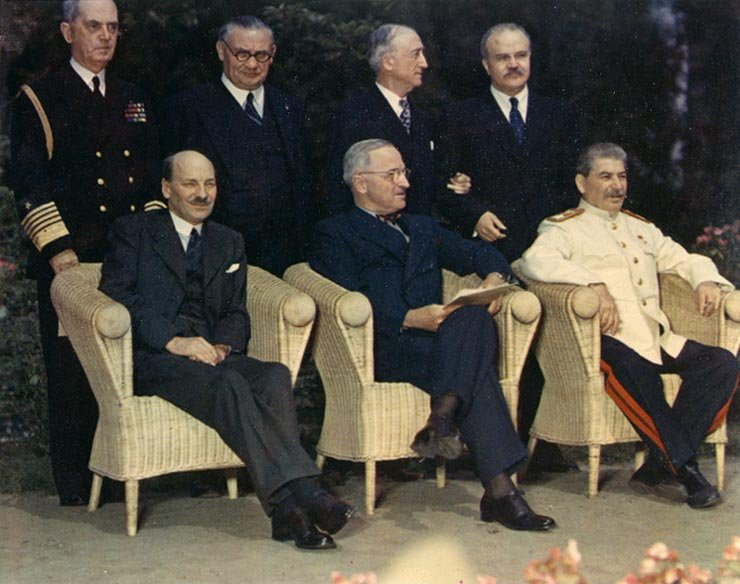
Attle amb el president estatunidenc Harry Truman i el líder soviètic Iòsif Stalin a la Conferència de Potsdam, 1945

### Afers domèstics

#### Economia
El problema més urgent que enfrontava el govern d'Attlee era l'economia, ja que l'esforç de guerra havia deixat a la Gran Bretanya gairebé en fallida. La guerra havia costat al país una quarta part de la seva riquesa nacional. Les inversions a l'exterior s'havien utilitzat per pagar el cost de la guerra. La transició a una economia de pau i el manteniment de compromisos militars estratègics a l'exterior van provocar problemes continus en l'equilibri del comerç. Això va resultar en el manteniment del racionament dels aliments i altres béns essencials per forçar una reducció del consum en un esforç per limitar les importacions, augmentar les exportacions i estabilitzar la lliura esterlina per tal que la Gran Bretanya pogués sortir del seu greu estat financer.
L'abrupte final del programa de Prèstec i Arrendament nord-americà l'agost de 1945 va causar gairebé una crisi. Alguns alleujaments van ser proporcionats pel préstec angloamericà, negociat el desembre de 1945. Les condicions associades al préstec incloïen fer la lliura totalment convertible al dòlar dels Estats Units. Quan això es va introduir el juliol de 1947, va provocar una crisi monetària i la suspensió de la convertibilitat després de cinc setmanes. El Regne Unit es va beneficiar enormement del Pla Marshall a partir de 1948, i la situació econòmica va començar a millorar significativament. Una altra crisi de la balança de pagaments el 1949 va forçar al canceller del departament d'economia, Stafford Cripps, a la devaluació de la lliura.
Malgrat aquests problemes, un dels èxits més importants del govern d'Attlee va ser el manteniment de l'ocupació laboral tot i la desmobilització militar de postguerra. El govern va mantenir la major part dels controls de guerra en l'economia, incloent-hi el control sobre l'assignació de materials i mà d'obra, i rarament es van superar els 500.000 aturats, o el 3% del total de la mà d'obra.
Quan Attlee deixà el càrrec l'any 1951, la situació econòmica havia millorat considerablement respecte el 1945. El període que va del 1946 fins al 1951 es va caracteritzar per una ocupació plena continuada i un increment sostingut del nivell de vida, que augmentava al voltant d'un 10% cada any. Durant aquest mateix període, l'economia va créixer un 3% l'any, i el 1951 el Regne Unit disposava "del millor rendiment econòmic d'Europa, mentre que la producció per treballador augmentava més ràpidament que als Estats Units".

#### Estat del benestar

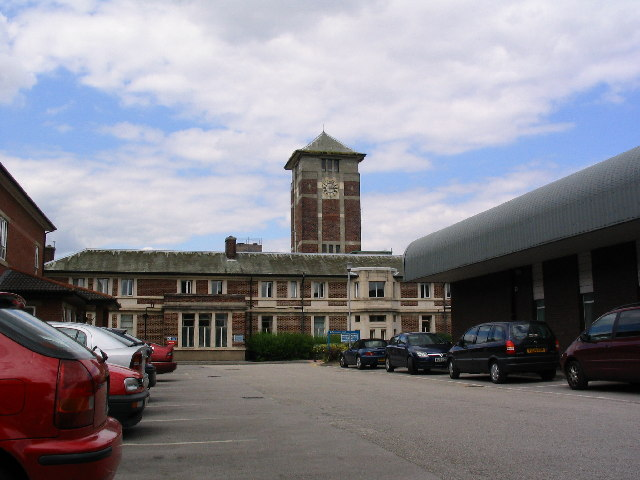
Trafford General Hospital, conegut per ser el lloc de naixement del Servei Nacional de Salut

El govern laborista portà a terme una gran part de les reformes previstes en el programa socialdemòcrata i basant-se en els informes que el liberal William Henry Beveridge havia emès entre l'any 1942 i 1944 per encàrrec d'Ernest Bevin (aleshores Ministre de Treball del govern de coalició), que recomanaven la creació d'un sistema públic de seguretat social mantingut mitjançant els imposts.
L'extensió de la seguretat social a tota la població britànica amb la creació del Servei Nacional de Salut (National Health Service) l'any 1948, per part del ministre de salut Aneurin Bevan, fou un dels projectes més importants duts a terme pel govern laborista. Bevan, destacat membre de la facció esquerrana del partit va lluitar durament contra la desaprovació general de les organitzacions de metges, inclosa la British Medical Association. Reflectint la demanda acumulada que havia existit durant molt de temps pels serveis mèdics, el NHS va tractar uns 8 milions de pacients el primer any de la seva existència. Es van aprovar també un seguit de lleis que proporcionaven prestacions per a persones amb fills o sense cap font d'ingressos. L'any 1949 les prestacions de desocupació, malaltia i maternitat van quedar exemptes d'impostos.

#### Nacionalitzacions
Així mateix, el govern d'Attlee també va dur a terme el seu compromís de nacionalitzar les indústries bàsiques, que com a conseqüència de la guerra moltes d'elles es trobaven en fallida, i els serveis públics. El Banc d'Anglaterra i l'aviació civil van ser nacionalitzats el 1946. Les mines de carbó, els ferrocarrils, el transport per carretera i el canals es van nacionalitzar el 1947, els seguiren l'electricitat i el gas el 1948. La indústria de l'acer va ser nacionalitzada el 1951. L'any 1951, aproximadament el 20% de l'economia britànica formava part del sector públic. La nacionalització no va proporcionar als treballadors una major capacitat de decisió en el funcionament de les indústries en què treballaven. No obstant això, va produir importants guanys materials per als treballadors en forma de salaris més alts, reducció de la jornada laboral i millores en les condicions de treball, especialment pel que fa a la seguretat laboral.

### Política exterior

#### L'Europa de Postguerra i la Guerra Freda

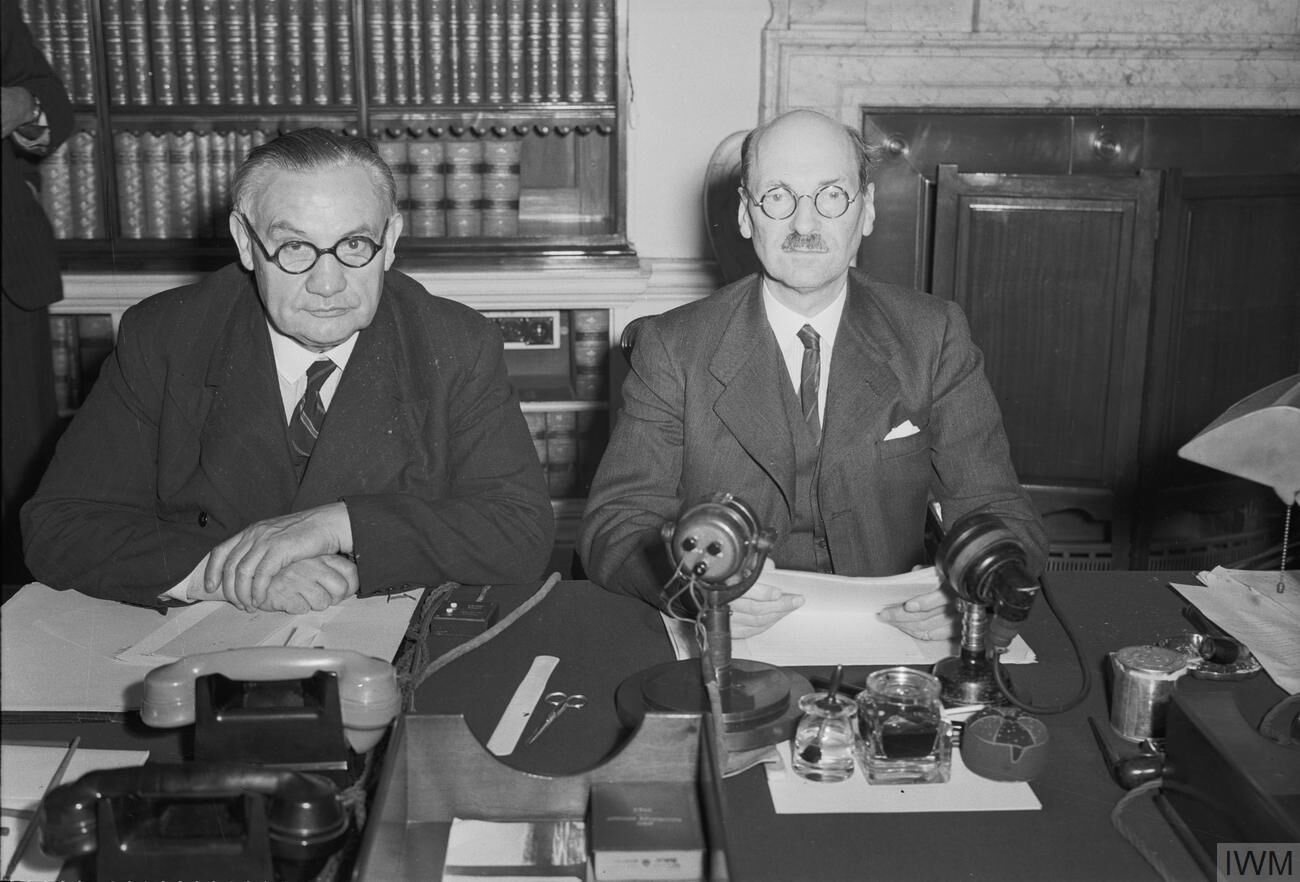
El Secretari d'Afers Exteriors, Ernest Bevin (a l'esquerra), amb Attlee el 1945

En afers exteriors, el govern Attlee estava preocupat per quatre qüestions principals; l'Europa de postguerra, l'inici de la Guerra Freda, l'establiment de les Nacions Unides i la descolonització. Els dos primers estaven estretament relacionats, i Attlee va ser assistit pel Secretari d'Exteriors, Ernest Bevin. Attlee també va assistir a les darreres etapes de la Conferència de Potsdam, on va negociar amb el president estatunidenc Harry S. Truman i el líder soviètic Iòsif Stalin.
Després de la guerra, el Govern es va enfrontar al repte de gestionar les relacions amb l'antic aliat de guerra de Gran Bretanya, la Unió Soviètica. Ernest Bevin era un ferm anticomunista, fet provocat en gran manera per la seva experiència de lluita contra la influència comunista en el moviment sindical. L'enfocament inicial de Bevin cap a l'URSS com a secretari d'Afers Exteriors era "prudent i escèptic, però no automàticament hostil". El mateix Attlee va intentar mantenir inicialment unes relacions cordials amb Stalin, rebutjant les nocions que la Unió Soviètica cercava la dominació mundial i va advertir que el tractament de Moscou com un enemic el convertiria en un. Això va posar a Attlee en el punt de mira del seu secretari d'Exteriors, de l'oficina d'Afers Exteriors i dels militars, que van veure els soviètics com una amenaça creixent del paper de la Gran Bretanya a l'Orient Mitjà. De cop i volta, el gener de 1947, Attlee va canviar la seva posició i va acordar amb Bevin una política antisoviètica de línia dura.
D'altra banda, l'Imperi Britànic va intentar reafirmar-se com a potència mundial desenvolupant el seu propi programa nuclear mentre mantenia unes relacions estretes amb els Estats Units en el context de la Guerra Freda, donant suport entusiasta a la recentment fundada OTAN.

#### Descolonització
Un dels fets més destacats de la seva política exterior fou la concessió de la independència a algunes de les zones més desenvolupades políticament de l'Imperi Britànic, tot i que no era un objectiu original d'Attlee: l'Índia, el Pakistan, Birmània i Ceilan.
Attlee es va implicar profundament en la concessió de la independència a l'Índia i el Pakistan el 1947.Entre 1928 i 1934 havia estat membre de la Comissió Estatutària de Índia, anomenada Comissió Simon. Es va convertir en l'expert en els afers indis del Partit Laborista i el 1934 va defensar la concessió a l'Índia del mateix estatus de domini independent que pocs anys abans se li havia atorgat al Canadà i Austràlia.
Va enfrontar-se a una forta resistència dels conservadors de línia dura imperialista, dirigits per Churchill, que es van oposar tant a la independència com als esforços dirigits pel primer ministre Stanley Baldwin per establir un sistema d'autogovern limitat. Attlee i els dirigents laboristes tenien simpaties amb el moviment del Congrés liderat per Mahatma Gandhi i Jawaharlal Nehru. Durant la Segona Guerra Mundial Attlee va estar a càrrec dels afers indis. Va establir la Missió Cripps el 1942, que va fracassar en el seu intent d'unir i calmar les faccions del nacionalisme indi. Quan el Congrés va demanar resistència passiva en el moviment "Quit India" de 1942 al 1945, va ser Attlee qui va ordenar l'arrest i internament dels líders del Congrés per tal d'aturar la revolta.
Un dels afers més urgents de la politica exterior britànica era el futur del Mandat de Palestina. S'estava tornant en un assumpte massa problemàtic i car pel govern d'Attlee. Les polítiques britàniques van ser percebudes pel moviment sionista i l'Administració Truman com a pro-àrabs i anti-jueves. Davant d'una revolta armada de grups militants jueus i de la violència creixent de la població àrab local, Gran Bretanya es veia incapaç de controlar els esdeveniments. La qüestió era percebuda negativament per l'opinió pública britànica i aquesta va donar ampli suport a l'evacuació de les tropes britàniques i el posterior traspàs de la qüestió a les Nacions Unides.

## Retir
Les eleccions de 1950 van donar als laboristes una pèrdua de 78 escons. Tot i que va ser reelegit, Attlee va considerar decebedor el resultat i es va atribuir principalment als efectes de l'austeritat post-guerra, que obligà a mantenir el racionament. Amb una poca majoria que el depenia d'un nombre reduït de diputats per governar, el segon mandat d'Attlee fou molt menys ambiciós que el primer. Tanmateix, algunes reformes importants es van aprovar, sobretot pel que fa a la indústria de les àrees urbanes i les regulacions per limitar la contaminació de l'aire i l'aigua.
Attlee morí el 8 d'octubre de 1967 de pneumònia, a l'hospital de Westminster. Al seu funeral hi assistiren unes dues mil persones, entre elles el Primer Ministre Harold Wilson i el Duc de Kent en representació de la Reina. Les seves cendres foren enterrades a l'Abadia de Westminster.